# Heart to Heart
Heart to heart reprezintă cel de-al doilea single din cel de-al patrulea album al lui James Blunt, Moon Landing, lansat pe 3 februarie 2014. Melodia a fost compusă de James Blunt, de Daniel Omelio și de Daniel Parker. De asemenea, single-ul a fost produs de Martin Terefe.

## Track-listing
| Digital download |                  |         |  |
| Nr.              | Titlu            | Lungime |  |
| 1.               | „Heart to Heart” | 3:29    |  |

## Clasament
| Clasament (2014)                     | Poziție vârf |
| ------------------------------------ | ------------ |
| Australia(ARIA)                      | 26           |
| Austria                              | 10           |
| Belgia(Flandra)                      | 24           |
| Belgia(Valonia)                      | 8            |
| Cehia                                | 49           |
| Elveția                              | 37           |
| Germania                             | 17           |
| Italia                               | 8            |
| Polonia                              | 11           |
| Slovacia                             | 32           |
| UK Singles (Official Charts Company) | 42           |
| Ungaria                              | 11           |